# Wolfgang Finkelnburg
Wolfgang Karl Ernst Finkelnburg (5 juin 1905 - 7 novembre 1967) est un physicien allemand qui a fait des contributions à la spectroscopie, la physique atomique, la structure de la matière. Sa vice-présidence de la Société allemande de physique de 1941 à 1945, a contribué à la capacité de cette organisation à affirmer son indépendance par rapport aux politiques national-socialistes.